# Luisa Gómez-Tortosa Navarro
Luisa Gómez-Tortosa Navarro (Novelda, 1892- Madrid, 14 de febrero de 1986) fue una política y propagandista católica española, dirigente de Acción Católica que hizo numerosas donaciones al Ayuntamiento de Novelda.

## Biografía
Nacida en una familia acomodada de Novelda -su padre, Antonio Gómez-Tortosa, detentaba el título pontificio de Conde de Gómez-Tortosa, concedido por el Papa Benedicto XV- poseía numerosas propiedades. Residía normalmente en Madrid, aunque pasaba temporadas en su pueblo natal. Cursó estudios en la Escuela Social Femenina de la Acción Católica de la Mujer de Madrid, en la Escuela Social de Bruselas y en París. Viajó a Bélgica y a Francia para conocer el funcionamiento de escuelas sociales femeninas.
Fundó el Sindicato de Obreras de Novelda y se convirtió en una propagandista destacada del catolicismo social. En 1927 fue nombrada asesora del Consejo Federal de la Confederación Nacional de Sindicatos Obreros Femeninos, con María de Echarri.
Defensora del apostolado femenino, fue presidenta de la Unión Diocesana de la Acción Católica de la Mujer de la diócesis de Orihuela, entre 1934 y 1957, cargos que completó con los de vicepresidenta en 1934 y de presidenta entre 1936 y 1942 de la Confederación de Mujeres Católicas de España, una destacada organización apostólica de seglares, que colaboró estrechamente con la jerarquía eclesiástica.
Hizo donación al Ayuntamiento de Novelda de una casa modernista para archivo municipal, entre otras propiedades, y cedió al obispado de Orihuela un chalet que se convirtió en residencia episcopal en 1925, después en el Instituto Religioso de Cultura Femenina (una residencia femenina para estudiantes universitarias), en cuyo solar se encuentran en la actualidad las oficinas del obispado de Orihuela-Alicante en la ciudad de Alicante.
Sus restos fueron trasladados al panteón familiar en Novelda.